# آزاد علیف
آزاد صابر اوغلو علیف (به ترکی آذربایجانی: Azad Sabir oğlu Əliyəv) (۲۹ مارس ۱۹۵۱، باکو - ) رهبر ارکستر اهل جمهوری آذربایجان است.
او در سال ۱۹۷۴ در رشتۀ پیانو و در سال ۱۹۸۰ در رشتۀ آواز از کنسرواتوار دولتی آذربایجان فارغ‌التحصیل شده‌است. از سال ۱۹۹۴ کارگردان هنری استودیوی اپرای ممدوف بوده و از سال ۲۰۰۱ رهبر ارکستر رادیو و تلویزیونی نیازی و ارکستر سمفونیک دولتی حاجی‌بیف است.
 وی در سال ۲۰۰۶ عنوان خادم هنر افتخاری آذربایجان را دریافت کرده‌است.